# Municipio de Fairplay (Kansas)
El municipio de Fairplay (en inglés: Fairplay Township) es un municipio ubicado en el condado de Marion en el estado estadounidense de Kansas. En el año 2010 tenía una población de 107 habitantes y una densidad poblacional de 0,91 personas por km².

## Geografía
El municipio de Fairplay se encuentra ubicado en las coordenadas 38°14′19″N 96°59′49″O / 38.23861, -96.99694. Según la Oficina del Censo de los Estados Unidos, el municipio tiene una superficie total de 116.96 km², de la cual 116,71 km² corresponden a tierra firme y (0,21 %) 0,25 km² es agua.

## Demografía
Según el censo de 2010, había 107 personas residiendo en el municipio de Fairplay. La densidad de población era de 0,91 hab./km². De los 107 habitantes, el municipio de Fairplay estaba compuesto por el 99,07 % blancos, el 0,93 % eran de otras razas. Del total de la población el 0,93 % eran hispanos o latinos de cualquier raza.